# Gyaur
A gyaur szó az arab káfir كافر (jelentése: az igazság elfedője, Allah irgalmának elhárítója) szó perzsa, török és szerb közvetítésével a magyar nyelvbe érkezett alakja. Jelentése: nem-muszlim. A török hódoltság hivatalos közigazgatási szóhasználata a keresztény alattvalókat nevezte így.
A gyaur szó bizonyos helyzetekben pejoratív lehet (például "gyaur kutya"). Törökországban a nagyon világias déli nagyvárost szokás például "gyaur İzmirként" emlegetni.

## Irodalmi használata
Gárdonyi Géza előszeretettel használja a gyaur szót az Egri csillagokban:
- "Avagy azt véled, nem tudom én, mit mond a Korán a gyaurnak tett esküről?"
- "Tudd meg, ki volt a markodban, ostoba gyaur!"
- "Járámáz gyaur kutyák!"   
Másképp hangzik a gyaur szó a muszlimnak született írók, így a Nobel-díjas Orhan Pamuk szájából: „A másik ugyanaz? - A gyaur és a hodzsa meséje” című művében.

## Külső hivatkozások
- A gyaurok axiómái (magyarul)